# Moglia
Moglia (La Mòja in dialetto basso mantovano) è un comune italiano di 5 341 abitanti della provincia di Mantova in Lombardia.

## Geografia fisica
Il territorio comunale è formato, oltre che dal capoluogo, dalle frazioni di Bondanello, Coazze e Trivellano, per un totale di 31,85 chilometri quadrati. Confina a nord con i comuni di Pegognaga e San Benedetto Po, ad est con quello di Quistello, a sud con i comuni modenesi di Concordia sulla Secchia e Novi di Modena e con quelli reggiani di Rolo e Reggiolo, ed infine ad ovest con Gonzaga.

### Sismicità

#### Il terremoto del 2012
Moglia è stata colpita dai terremoti dell'Emilia del 2012, in particolare dal sisma del 29 maggio 2012.
Si sono registrati gravi danni al Municipio, alla Chiesa parrocchiale e a diversi edifici del centro storico.
Nella frazione di Bondanello, danni alla chiesa parrocchiale (minori rispetto a quella di Moglia).
- Ammontare totale danni: circa 104 milioni di euro
- Abitazioni danneggiate, inagibili o distrutte: circa 570 abitazioni
- Edifici pubblici inagibili. Moglia: Chiesa Parrocchiale San Giovanni Battista, Municipio, Scuola Primaria, Scuola Secondaria I Grado, Palasport, Centro Polivalente Mondo Tre, Cimitero, Impianto Idrovoro "Le Mondine". Bondanello: Chiesa Parrocchiale, Teatro Italia, Museo delle Bonifiche, Cimitero
- Sfollati: Corrisposti 364 contributi di autonoma sistemazione per circa 900 sfollati
- Ammontare aiuti dal Fondo di Solidarietà UE: circa 2708000 €

Le tappe dell'emergenza e della ricostruzione possono essere così sintetizzate:
- 29 maggio 2012: dopo la scossa di terremoto delle 9 del mattino, che causò il crollo parziale della Chiesa Parrocchiale e del Municipio ma anche di numerosi edifici privati nel centro storico, viene istituita una zona rossa in attesa delle opere provvisionali su tali edifici. Viene inoltre allestito dalla Protezione Civile Regionale un campo di accoglienza che ospiterà circa 360 persone.
- 12 giugno 2012: nella frazione di Bondanello viene abbattuto il campanile della Chiesa Parrocchiale dopo le gravi lesioni subite dal sisma.
- 5 luglio 2012: viene inaugurato il nuovo Impianto Idrovoro Provvisorio per sopperire all'inagibilità dell'Impianto "Le Mondine".
- 27 luglio 2012: chiude il campo sfollati di Moglia a due mesi dal sisma.
- 9 agosto 2012: Partono i lavori per la messa in sicurezza della Chiesa Parrocchiale. Verrà in parte demolita la parte superiore della facciata.
- 6 settembre 2012: Avviati i lavori di messa in sicurezza sul Municipio.
- 13 settembre 2012: Dopo il fallimento della gara d'appalto per i container scolastici il comune, grazie alla Regione Lombardia, è riuscito a trovare una soluzione per gli studenti frequentanti Elementari e Medie, entrambe inagibili.
- ottobre 2012: Viene emessa l'ordinanza che autorizza gli interventi provvisionali bloccati da metà luglio sia per il comune di Moglia che per altri comuni del Mantovano. Grazie a queste opere è possibile la riapertura di parte della zona rossa istituita da fine maggio.
- 19 dicembre 2012: viene allestito il nuovo Municipio Provvisorio ubicato in edificio privato dopo i lavori necessari alla sua ristrutturazione.
- 29 dicembre 2012: viene inaugurata la nuova scuola prefabbricata destinata a ospitare gli alunni di scuola primaria e secondaria fino alla ristrutturazione/ricostruzione degli edifici inagibili.
- 9 febbraio 2013: a più di 8 mesi dal sisma viene recuperato il Palasport di Moglia grazie agli interventi finanziati per le opere Provvisionali.
- 17 marzo 2013: riapre totalmente, dopo il termine dei lavori di messa in sicurezza dei vari edifici pubblici e privati del centro storico, la zona rossa di Moglia. Molti commercianti, anche nei mesi successivi, riescono a riappropriarsi dei loro negozi.

## Origini del nome
Il nome di Moglia deriva dal latino molleus, terreno molle.

## Storia
Moglia è stato il Comune mantovano maggiormente colpito dal terremoto del 20 e del 29 maggio 2012. Molti edifici privati sono stati danneggiati, la scuola elementare e media sono state dichiarate inagibili. Gli edifici che hanno subito i danni maggiori sono però stati il municipio e la chiesa.

### Simboli
Lo stemma è stato concesso con DPR del 21 dicembre 1989 in sostituzione del regio decreto del 25 febbraio 1926.
Il gonfalone era stato concesso con regio decreto del 26 maggio 1942 poi sostituito dal DPR del 21 dicembre 1989, ed è costituito da un drappo partito di rosso e d’azzurro.

## Monumenti e luoghi d'interesse
- Museo lineare delle bonifiche

Percorso all'aperto di circa 15 km costeggiante canali di bonifica intorno al fiume Secchia. Il percorso è percorribile a piedi, in bicicletta ed a cavallo da persone giovani e meno giovani. Di notevole interesse l'impianto idrovoro Mondine. I percorsi ciclopedonali rientrano nel circuito della rete europea "Eurovelo".
- Chiesa di San Giovanni Battista[5]

In origine dedicata a San Prospero (XV secolo), ricostruita nel 1598 e restaurata nel 1750. L'edificio è a tre navate e al suo interno si trovano due tele di G. Cadioli del XVIII secolo circa (San Vincenzo Ferrer ed i Santi Giuseppe Antonio e Rocco).
- Monumento marmoreo ai "Martiri di Guerra", inaugurato il 22 aprile 1951 realizzato da Pompeo Coppini (suo paese Natale). È posto nel giardino antistante l'edificio scolastico delle scuole elementari.

### Aree naturali
- Parco delle Golene Foce Secchia

## Società

### Evoluzione demografica
Abitanti censiti

### Etnie e minoranze straniere
Al 31 dicembre 2022 gli stranieri residenti erano 534, pari al 9,94% della popolazione.

## Cultura
Il Complesso bandistico - Scuola di Musica "Giuseppe Verdi" di Moglia, è stato fondato nell'anno 1857, vi collaborano circa 60 elementi, ha ottenuto numerosi premi in diverse manifestazioni. Gli appuntamenti tradizionali annuali sono il Concerto di Natale nel mese dicembre, il Recital di Primavera nel mese di marzo, il Concerto nell'ambito della Fiera di Moglia a fine luglio.
Moglia conserva una cucina locale con strutture ricettive all'interno del paese.

### Istruzione
A Moglia troviamo un asilo nido pubblico ed uno privato, due scuole materne, una scuola primaria (elementare) ed una secondaria di primo grado (media). Una scuola di musica e di equitazione.

### Cucina
- Salam d’là lengua d’là Moia.[11]

### Eventi
- Fiera di Moglia: 4ª domenica del mese di luglio.
- Festa della polenta settembre. Mostra oggetti di una volta e stand gastronomici con polenta, trippa ed altro ancora.
- Sagra di Bondanello: denominata anche Sagra di San Luigi 2ª domenica di ottobre.
- Di particolare interesse il festival teatrale dei dialetti della Bassa nel centro polivamente Mondo 3 di Moglia e nel Teatro Italia di Bondanello.

## Economia
- Agricoltura (cereali, barbabietole, soia, allevamento suini e bovini - area Parmigiano - Reggiano)
- Industria (settore legno, metalmeccanico, edile, prodotti destinati a commercio, industria, artigianato)

## Infrastrutture e trasporti
Come mezzi di spostamento Moglia è servita dal servizio provinciale di corriere. La stazione dei treni più vicina è Gonzaga (MN) e Rolo (RE). Vista la particolare vicinanza con la regione Emilia-Romagna, Moglia è servita dal servizio di corriere anche delle province di Modena e Reggio Emilia. È di particolare interesse la sua posizione rispetto all'autostrada, in quanto si trova a metà strada tra il casello autostradale di Rolo Reggiolo sito in località Villanova di Reggiolo e Pegognaga (MN). Entrambi distano pochi minuti dal paese.
La ferrovia che avrebbe dovuto servire la città di Moglia è la linea Rolo-Mirandola, costruita a partire dal 1922, mai entrata in funzione e infine smantellata.

## Amministrazione
| Periodo          | Periodo          | Primo cittadino      | Partito      | Carica                       | Note |
| ---------------- | ---------------- | -------------------- | ------------ | ---------------------------- | ---- |
| 1º gennaio 1882  | 31 dicembre 1882 | Bonifacio Zucchi     |              | Sindaco                      |      |
| 1º gennaio 1883  | 31 dicembre 1883 | Nereo Manetti        |              | Regio Delegato Straordinario |      |
| 1º gennaio 1884  | 31 dicembre 1886 | Anselmo Sacchi       |              | Sindaco                      |      |
| 1º gennaio 1887  | 31 dicembre 1889 | Giuseppe Gatti Grami |              | Sindaco                      |      |
| 21 novembre 1993 | 27 maggio 2002   | Marina Caffagni      | L'Ulivo      | Sindaco                      |      |
| 27 maggio 2002   | 9 maggio 2012    | Claudio Bavutti      | Lista Civica | Sindaco                      |      |
| 9 maggio 2012    | 13 giugno 2022   | Simona Maretti       | Lista Civica | Sindaco                      |      |
| 13 giugno 2022   | in carica        | Claudio Bavutti      | Lista Civica | Sindaco                      |      |

## Sport
- Rugby: Polisportiva W. Vaccari Bondanello “Caimani del Secchia”, poi “Caimani Rugby ASD”, disputa il campionato italiano di serie B. La squadra, partecipante dal 2007 al campionato nazionale di serie C, ha raggiunto la promozione in serie B nel 2013. Dalla stagione di serie B 2017-18 la Società partecipa al campionato come squadra cadetta del Viadana, sotto la denominazione di “Caimani Rugby Viadana”.